# Ramiro Peña
Pour les articles homonymes, voir Peña (homonymie).
Ramiro Gauna Peña (né le 18 juillet 1985 à Monterrey, Nuevo Leon, Mexique) est un joueur d'utilité des Padres de San Diego de la Ligue majeure de baseball.

## Carrière
Ramiro Peña signe son premier contrat professionnel avec les Yankees de New York en 2005. Après un passage en ligues mineures, il entreprend la saison 2009 avec les Yankees, disputant sa première partie dans les majeures le 6 avril. Il obtient son premier coup sûr du lanceur Chris Ray, des Orioles de Baltimore, le 9 avril, et claque son premier coup de circuit le 28 septembre au Yankee Stadium contre Luke Hochevar, des Royals de Kansas City. Peña complète l'année avec une moyenne au bâton de ,287, un circuit et dix points produits en 69 parties jouées. Il fait partie de la formation des Yankees championne de la Série mondiale 2009, mais ne joue pas en séries éliminatoires.
L'athlète mexicain est particulièrement utile aux Yankees en tant que réserviste en défensive. Il est utilisé au troisième but et à l'arrêt-court, en plus d'avoir joué à quelques reprises au deuxième coussin.
Après n'avoir joué que trois matchs pour les Yankees en 2012, il rejoint les Braves d'Atlanta le 20 décembre suivant.
Principalement aligné au troisième but par les Braves en 2013, il dispute 50 matchs et frappe pour ,278 avec 3 circuits et 12 points produits. En 2014, il dispute 81 matchs des Braves et maintient une moyenne au bâton de ,245 avec trois circuits.
Le 26 janvier 2015, il signe un contrat des ligues mineures avec les Padres de San Diego.

## Statistiques
| Saison | Équipe     | G   | AB  | R  | H  | 2B | 3B | HR | RBI | SB | BA   |
| ------ | ---------- | --- | --- | -- | -- | -- | -- | -- | --- | -- | ---- |
| 2009   | NY Yankees | 69  | 115 | 17 | 33 | 6  | 1  | 1  | 10  | 4  | .287 |
| 2010   | NY Yankees | 85  | 154 | 18 | 35 | 1  | 1  | 0  | 18  | 7  | .227 |
| Totaux | Totaux     | 154 | 269 | 35 | 68 | 7  | 2  | 1  | 28  | 11 | .253 |

Note : G = Matches joués ; AB = Passages au bâton; R = Points ; H = Coups sûrs ; 2B = Doubles ; 3B = Triples ; 
HR = Coup de circuit ; RBI = Points produits ; SB = Buts volés ; BA = Moyenne au bâton.